# Hellgraue Erdeule

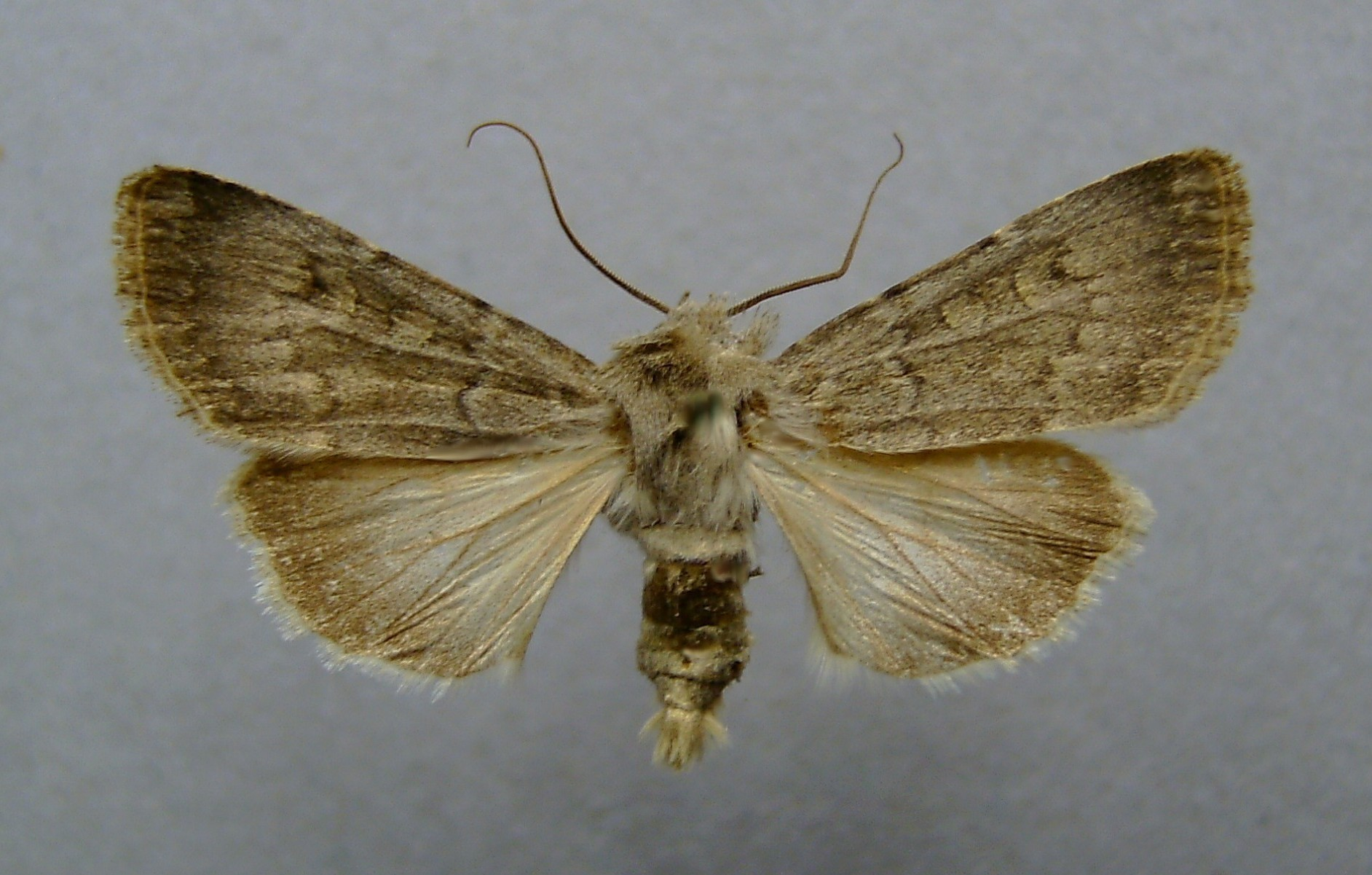
Präparat einer Hellgrauen Erdeule

Die Hellgraue Erdeule (Euxoa decora), auch Bläulichgraue Erdeule genannt, ist ein Schmetterling (Nachtfalter) aus der Familie der Eulenfalter (Noctuidae).

## Merkmale
Die Flügelspannweite der Falter beträgt je nach Unterart 32 bis 44 Millimeter. Die Färbung der Vorderflügel variiert in verschiedenen Grautönen, von hellgrau über gelbgrau oder blaugrau bis zu dunkelgrau. Ring- und Nierenmakel sind oftmals gelblich getönt, meist aber undeutlich. Zapfenmakel sind nicht erkennbar. Quer- und Wellenlinien sind verdunkelt oder auch verwischt. Die Hinterflügel haben eine weißgraue bis graubraune Farbe, z. T. mit dunklen Bändern im Saumfeld.
- Euxoa decora decora, 38 bis 41 mm Flügelspannweite, Grundfarbe der Vorderflügel aschgrau, Ring- und Nierenmakel nicht deutlich, weißlich bis gelblich, kein Zapfenmakel, Saumlinie schwach
- Euxoa decora simulatrix (Hübner, 1824), 36 bis 40 mm Flügelspannweite, Grundfarbe der Vorderflügel dunkelgrau, deutliche Querlinien, Makel und Mittelschatten deutlich erkennbar
- Euxoa decora splendida (Turati, 1912), 35 bis 40 mm Flügelspannweite, breiter Vorderflügel mit gerundetem Apex, Grundfarbe der Vorderflügel hellgrau mit hellbraunen Beimischungen
- Euxoa decora macedonica Thurner, 1936, 34 bis 38 mm Flügelspannweite, Querlinien und Makel verwischt, kaum ausgebildet, Grundfarbe der Vorderflügel grau mit gelblichen Beimischungen
- Euxoa decora olympica (Tuleschkow, 1951), 32 bis 38 mm Flügelspannweite, Grundfarbe der Vorderflügel dunkel, schwarz überstäubt, schwach ausgebildete Querlinien, Makel gelblich
- Euxoa decora hackeri Fibiger & Moberg, 1990, 43 bis 44 mm Flügelspannweite, Grundfarbe der Vorderflügel hellgrau, deutlich ausgebildete Makel und Querlinien, Hinterflügel hell mit einem schmalen, dunklen Band im Saumfeld.

Das Ei ist graubraun ohne Rippen auf der Oberfläche.
Die Raupen haben eine gelbgraue Farbe, eine dunkle Rückenlinie sowie dunkle Punktwarzen. Der relativ kleine Kopf ist gelbbraun. Kopf und Halsschild sind mit schwarzen Flecken versehen.
Die Puppe ist hellbraun bis rotbraun. Sie weist zwei kurze Dornen am spitzen Kremaster auf.

### Ähnliche Arten
Einige ebenfalls mit einer grauen Grundfarbe ausgestattete Arten, beispielsweise Agrotis simplonia, Euxoa birivia, Rhyacia helvetina, die Aschgraue Erdeule (Agrotis cinerea), die Bergwiesen-Bodeneule (Epipsilia grisescens) und die Aschgraue Bodeneule (Xestia ashworthii ssp. candelarum) ähneln der Hellgrauen Erdeule. Sofern deren gelbe Makel nur undeutlich ausgeprägt sind, sollten zur fehlerfreien Bestimmung Spezialisten zu Rate gezogen werden.

## Geographische Verbreitung und Lebensraum
Die Art kommt in Gebirgen und bergigen Gegenden Nordwestafrikas (Algerien, Marokko), Südeuropas und Vorderasiens (Armenien, Türkei, Irak, Iran) vor. Im Osten reicht das Verbreitungsgebiet bis zum Issyk-Kul. In den Alpen steigt sie bis auf 2000 Meter Höhe.
Bevorzugter Lebensraum sind felsige Hänge, steinige Magerrasenflächen sowie vegetationsarme Geröllhalden, z. T. sogar oberhalb der Baumgrenze.

## Lebensweise
Die nachtaktiven Falter fliegen regional unterschiedlich von Juni bis Oktober in einer Generation. Die Falter der Unterart E. (E.) decora hackeri halten meist eine Sommerpause im Juli und August. Sie kommen an künstliche Lichtquellen und besuchen den Köder. Die Raupen ernähren sich hauptsächlich von den Wurzeln verschiedener krautiger Pflanzen und Gräser, beispielsweise von Echtem Wundklee (Anthyllis vulneraria). Sie überwintern und verpuppen sich im Juni des folgenden Jahres in einer Erdhöhle.

## Gefährdung
In Deutschland kommt die Bergwiesen-Bodeneule in Bayern vor, wo sie lokal auch zahlreich auftreten kann. Außerdem ist sie in Baden-Württemberg anzutreffen. Die sehr variablen Falter der Schwäbischen Alb passen habituell sowohl zur ssp. decora als auch zur ssp. simulatrix und werden dort auf der Roten Liste gefährdeter Arten auf der Vorwarnliste geführt.

## Systematik
Die Bergwiesen-Bodeneule ist in mehrere Unterarten mit den folgenden Hauptvorkommensgebieten aufgeteilt:
- Euxoa decora decora, die Nominatunterart in den Ostalpen mit anschließenden östlichen Regionen, dem Voralpengebiet und Norditalien,
- Euxoa decora simulatrix (Hübner, 1824), in den Westalpen und den Pyrenäen,
- Euxoa decora splendita (Turati, 1912), in den Abruzzen,
- Euxoa decora macedonica Thurner, 1936, in den Bergen entlang der südöstlichen Küste des Adriatischen Meeres sowie in Nordwest- und Südgriechenland,
- Euxoa decora olympica (Tuleschkow, 1951), in weiten Teilen Zentralgriechenlands,
- Euxoa decora hackeri Fibiger & Moberg, 1990, im Falakron-Gebirge im Norden Zentralgriechenlands.